# ハートビート・エクスプレス
『ハートビート・エクスプレス』（HEARTBEAT EXPRESS）は、1986年8月5日に発売された荻野目洋子の1枚目のミニ・アルバム（オリジナル・アルバムとしては5作目）。発売元はビクター音楽産業（規格品番：SJX-8122）。

## 概要
帯コピー：つのる想いを、とめないで。
LPは10万枚限定販売で価格は2000円、グリーンのカラーレコード仕様になっている。「〜早春物語メモリアル・アルバム〜」とサブタイトルが付いており、これはTBS系列で1986年5月23日から7月18日まで放送された連続TVドラマ『早春物語 〜私、大人になります〜』のこと。荻野目はこのドラマに主演している。
2010年3月24日にデビュー25周年 リイシュー企画で『ハートビート・エクスプレス [+9]』として初のCD化が実現された。ボーナス・トラックとして「ロマンティック・オデッセイ」「Dance Beatは夜明けまで -in セビーリア-」「I Love Youを言えないままに」「Skywayを見つめて」「汚れた靴のイニシャル」「想い出には早すぎる」「メインテーマ」「ROCK MY LOVE」「MORE MORE しあわせ」も収録されている。

## 収録曲

### LP / CT
| #  | タイトル                   | 作詞     | 作曲     | 編曲     | 時間 |
| -- | -------------------------- | -------- | -------- | -------- | ---- |
| 1. | 「Dance Beatは夜明けまで」 | 森浩美   | NOBODY   | 西平彰   | 3:39 |
| 2. | 「パンドラの涙」           | 川村真澄 | 古本鉄也 | 船山基紀 | 4:03 |
| 3. | 「Rain－夏をつれさる雨－」 | 森浩美   | 渡辺博也 | 渡辺博也 | 3:49 |

| #  | タイトル                                               | 作詞     | 作曲     | 編曲     | 時間 |
| -- | ------------------------------------------------------ | -------- | -------- | -------- | ---- |
| 1. | 「ベルベットの悪戯」                                   | 川村真澄 | 渡辺博也 | 渡辺博也 | 4:12 |
| 2. | 「ひと夏だけの天使」                                   | FUMIKO   | 渡辺博也 | 大村雅朗 | 4:56 |
| 3. | 「アフター・マイ・ハートビーツ (After My Heartbeats)」 | 川村真澄 | NOBODY   | 西平彰   | 4:40 |

### CD
- 『ハートビート・エクスプレス+9』は前述の通り、ボーナス・トラックとして新たに9曲が追加収録された。

| #  | タイトル                                               | 作詞     | 作曲     | 編曲     | 時間 |
| -- | ------------------------------------------------------ | -------- | -------- | -------- | ---- |
| 1. | 「Dance Beatは夜明けまで」                             | 森浩美   | NOBODY   | 西平彰   | 3:39 |
| 2. | 「パンドラの涙」                                       | 川村真澄 | 古本鉄也 | 船山基紀 | 4:03 |
| 3. | 「Rain－夏をつれさる雨－」                             | 森浩美   | 渡辺博也 | 渡辺博也 | 3:49 |
| 4. | 「ベルベットの悪戯」                                   | 川村真澄 | 渡辺博也 | 渡辺博也 | 4:12 |
| 5. | 「ひと夏だけの天使」                                   | FUMIKO   | 渡辺博也 | 大村雅朗 | 4:56 |
| 6. | 「アフター・マイ・ハートビーツ (After My Heartbeats)」 | 川村真澄 | NOBODY   | 西平彰   | 4:40 |

| #         | タイトル                                   | 作詞      | 作曲       | 編曲                                         | 時間  |
| --------- | ------------------------------------------ | --------- | ---------- | -------------------------------------------- | ----- |
| 7.        | 「ロマンティック・オデッセイ」             | 森浩美    | 伊藤銀次   | 伊藤銀次                                     | 4:09  |
| 8.        | 「Dance Beatは夜明けまで -in セビーリア-」 | 森浩美    | NOBODY     | 西平彰                                       | 3:58  |
| 9.        | 「I Love Youを言えないままに」             | あらい舞  | あらい舞   | 萩田光雄                                     | 5:09  |
| 10.       | 「Skywayを見つめて」                       | あらい舞  | あらい舞   | 萩田光雄                                     | 5:21  |
| 11.       | 「汚れた靴のイニシャル」                   | 松井五郎  | 玉置浩二   | 星勝、武沢豊 (ホーンアレンジ) 小林正弘、星勝 | 4:18  |
| 12.       | 「想い出には早すぎる」                     | 松井五郎  | 玉置浩二   | 星勝、矢萩渉                                 | 3:44  |
| 13.       | 「メインテーマ」                           | 早坂暁    | 原田真二   | 森英治                                       | 3:48  |
| 14.       | 「ROCK MY LOVE」                           | 吉元由美  | 馬飼野康二 | 馬飼野康二                                   | 4:30  |
| 15.       | 「MORE MORE しあわせ」                     | 川村真澄  | Mark Davis | 井上Brothers                                 | 4:57  |
| 合計時間: | 合計時間:                                  | 合計時間: | 合計時間:  | 合計時間:                                    | 65:58 |